# Feodora van Hohenlohe-Langenburg

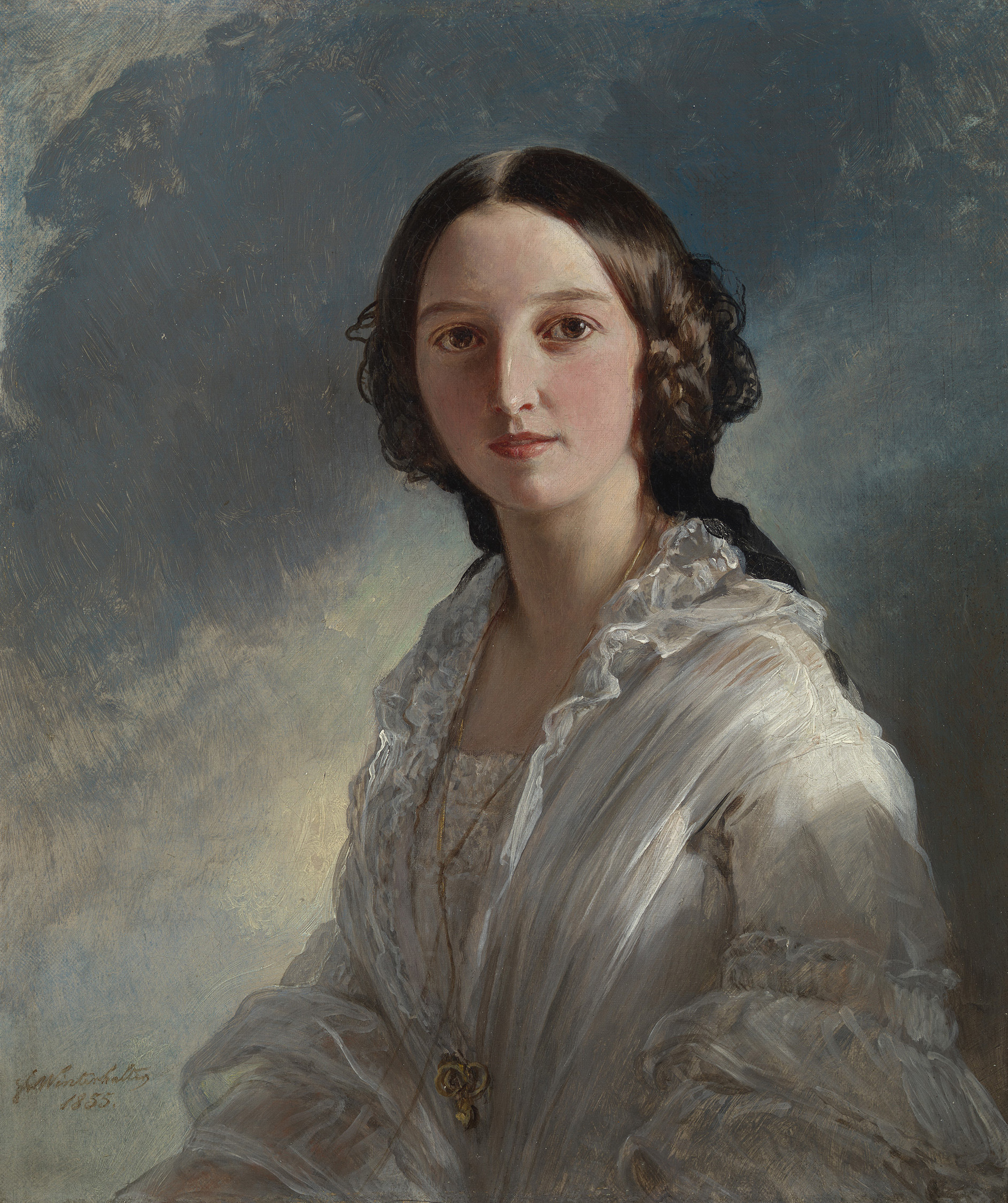
Feodora van Hohenlohe-Langenburg

Feodora Victoria Adelheid van Hohenlohe-Langenburg (Stuttgart, 7 juli 1839 - Meiningen, 10 februari 1872) was een prinses van Hohenlohe-Langenburg.
Zij was het jongste kind van Ernst Christiaan van Hohenlohe-Langenburg en Feodora van Leiningen. Op 23 oktober 1858 trad ze in het huwelijk met theaterhertog George II van Saksen-Meiningen, wiens eerste vrouw Charlotte van Pruisen drie jaar eerder op het kraambed van haar vierde kind was gestorven. Van de vier kinderen uit Georges eerste huwelijk waren er nog twee in leven. George en Feodora kregen ook nog een aantal kinderen:
- Ernst (1859-1941)
- Frederik (1861-1914)
- Victor, die enkele dagen na zijn geboorte in 1865, overleed.

Na haar overlijden in 1872 hertrouwde George opnieuw, nu met de actrice Ellen Franz, die al enkele jaren zijn maîtresse was.